# Провиденте, Франсиско
Франсиско Эухенио Провиденте (исп. Francisco Eugenio Providente; 1 февраля 1914, Буэнос-Айрес — неизвестно), в некоторых источниках Проввиденте  (исп. Provvidente) — аргентинский футболист, нападающий.

## Карьера
Франсиско Провиденте с 1935 года играл за клуб «Бока Хуниорс», где дебютировал 26 мая в матче с «Ланусом», и в котором забил все три гола своей команды (3:1). И в том же году Провиденте стал чемпионом страны. 31 мая 1936 года в матче с «Индепендьенте» Франсиско получил травму и не играл до апреля 1937 года. Форвард в этом же году покинул клуб, проведя, в общей сложности, 20 матчей в которых забил 24 гола. Последний матч за «Боку» Провиденте провёл 25 июля 1937 года в матче с «Ураканом» (3:0), где забил последний во встрече гол. Любопытно, что во время игры за «Хуниорс», Франсиско хотел купить уругвайский «Насьональ», но аргентинцы отказали в трансфере игрока. Тогда у «Боки» был выкуплен другой нападающий — Атилио Гарсия.
В 1938 году Провиденте уехал в Бразилию, где стал игроком «Фламенго». Туда нападающий попал благодаря Домингосу да Гие, бывшему партнёру Франсиско по «Боке». 21 апреля он дебютировал в составе команды в матче с «Америкой» (0:2) на чемпионате города Рио-де-Жанейро. 29 мая на том же турнире Провиденте забил первый мяч за клуб, поразив ворота «Сан-Кристована» (4:1). 3 января 1939 года Франсиско провёл последний матч за «Фламенго», в котором он сыграл вничью с «Бангу» (2:2). Всего за клуб футболист провёл 24 матча и забил 9 голов.
В 1939 году на корабле «Океания» Провиденте прибыл в Италию. На этом корабле находилась группа аргентинских футболистов, приплывших в эту страну в поисках работы. Был проведён ряд товарищеских матчей, в результате которых Мигель Анхель Панто, Антонио Кампилонго, Катальдо Спитале и Провиденте подписали контракт с клубом «Рома». В одном из этих игр, 7 мая, Франсиско сделал хет-трик в матче с «Кремонезе» (7:1). 24 сентября он дебютировал в официальной игре за клуб во встрече с «Ювентусом» (1:1), а 28 января 1940 года забил первый гол за команду, поразив ворота во встрече второго круга с тем же Ювентусом (3:1). Уже в первом сезоне Провиденте был раскритикован болельщиками «джалоросси» и прозван «Пропащим» (итал. Provolone) за то, что не демонстрировал римской публике желанного уровня игры. В начале следующего года Франсиско, вытесненный из состава Амедео Амадеи, уехал из Европы.
Возвратившись в Аргентину, Провиденте стал игроком «Велес Сарсфилда», где провёл 10 матчей в которых забил 10 голов.

## Клубная статистика
| Сезон     | Клуб           | Лига         | Чемпионат | Чемпионат |
| Сезон     | Клуб           | Лига         | Игры      | Голы      |
| --------- | -------------- | ------------ | --------- | --------- |
| 1935      | Бока Хуниорс   | Примера      | 6         | 10        |
| 1936      | Бока Хуниорс   | Примера      | 6         | 3         |
| 1937      | Бока Хуниорс   | Примера      | 8         | 11        |
| 1938      | Фламенго       | Лига Кариока | 8         | 3         |
| 1939/1940 | Рома           | Серия А      | 19        | 4         |
| 1940/1941 | Рома           | Серия А      | 2         | 1         |
| 1941      | Велес Сарсфилд | Примера B    | 10        | 10        |

## Достижения
- Чемпион Аргентины: 1935